# Margarida de Rajadell
Margarida de Rajadell (s. XV) fou una abadessa del monestir de clarisses de Sant Antoni de Barcelona. Membre d'una important família catalana, Margarida no era la primera Rajadell que feia d'abadessa en aquest convent; ho havien estat abans Serena i Elionor.
Durant el seu abadiat es van traslladar les sepultures de les dues monges fundadores, Agnès de Peranda i Clara de Janua, del cementiri a l'església del monestir.
Margarida de Rajadell és coneguda per haver estat deposada a la dècada del 1490, juntament amb Violant de Montcada, de Santa Maria de Pedralbes. La raó, haver anat en contra del procés de reforma iniciat amb les visites de Juan Daza i Miguel Fenals a sengles monestirs, amb l'objectiu d'imposar un seguit de canvis que formaven part d'una reforma monàstica iniciada amb mà fèrria per la monarquia dels Reis catòlics —autoritzats pel mateix papat a nomenar reformadors que visitessin els monestirs de monges dels seus regnes i aturessin la suposada relaxació dels costums.
Al darrere d’aquesta política règia hi havia el franciscà fra Francisco Jiménez de Cisneros, conseller i confessor de la reina Isabel, executor i part activa del procés. Significativament, les visites havien començat a terres catalanes, on es va dirimir el procés de reforma més important i on també es produïren els conflictes i tensions més significatius en diverses comunitats. El de Margarida de Rajadell –el de Sant Antoni i Santa Clara de Barcelona–, va ser el primer monestir a ser visitat pels reformadors, el 5 de juliol de 1493, quan feia molt poc que ella n'era l'abadessa.